# 氢氧化铑(III)
氢氧化铑(III)是一种无机化合物，化学式为Rh(OH)3。它可由三价铑盐在pH 6.6~6.7时生成，或在沸水中pH 3.3~3.4时生成。它具有两性，可以在碱中形成[Rh(OH)4]−和[Rh(OH)6]3−。它受热分解，得到三氧化二铑。它和乙酸或三氟乙酸反应，得到双核μ-氧配合物[Rh2(μ-O)(μ-OAc(F))2(H2O)6](OAc(F))2。